# Phleum phleoides
Fléole de Boehmer, Fléole fausse fléole
Espèce

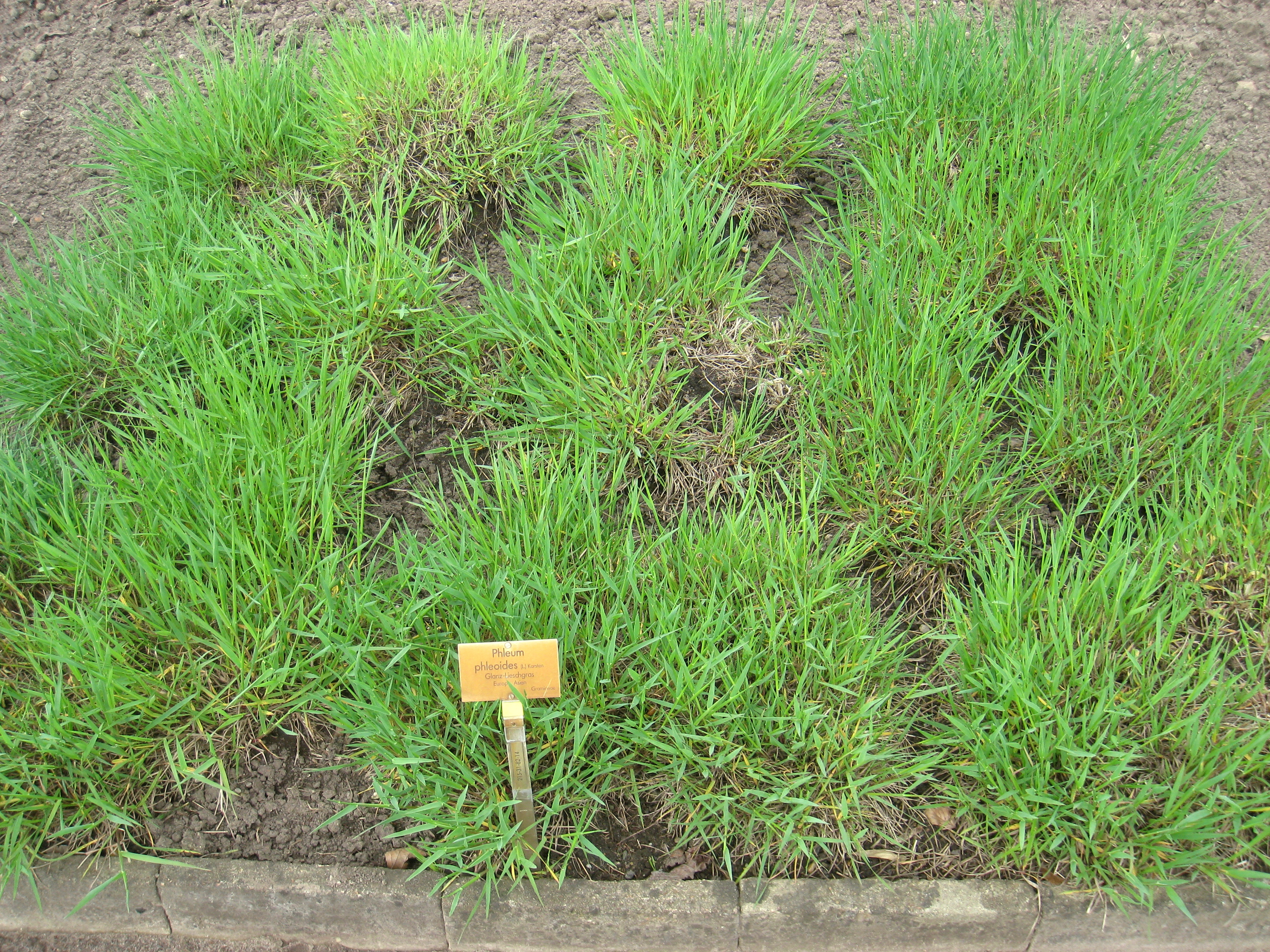

Phleum phleoides, la Fléole de Boehmer ou Fléole fausse fléole, est une espèce de  plantes à fleurs de la famille des Poaceae. Son aire de répartition indigène est l'Afrique du Nord, l'Europe jusqu'à la Sibérie et l'Iran. C'est une plante vivace qui pousse principalement dans le biome tempéré.

## Description
Phleum phleoides est une plante herbacée pérenne. Les chaumes sont dressés et mesurent 10-70 cm de hauteur ; les limbes sont 5-12 cm de long sur 1-3,5 mm de large.
Elle peut être confondue avec l'espèce apparentée Fléole des prés (Phleum pratense). Cependant, cette dernière préfère les sols plus légers et pousse sur les terres crayeuses.

## Dénominations
Ce taxon porte en français les noms vernaculaires ou normalisés suivants :
- Fléole de Boehmer[4],[5],
- Fléole fausse fléole[4],[5],
- Phléole blanchâtre[4].

## Systématique
Le nom correct complet (avec auteur) de ce taxon est Phleum phleoides (Linnaeus) H.Karst..
L'espèce a été initialement classée dans le genre Phalaris sous le basionyme Phalaris phleoides L..
Phleum phleoides a pour synonymes :

- Chilochloa boehmeri (Wibel) P.Beauv.
- Chilochloa boemeri P.Beauv.
- Chilochloa phleoides (L.) Desv.
- Heleochloa phalarioides (L.) P.Beauv.
- Heleochloa phalaroides (L.) P.Beauv.
- Phalaris phleoides L.
- Phalaris trigyna Host
- Phleum arvense Pourr.
- Phleum boehmeri subsp. clausiflorum Neuman & Ahlfv.
- Phleum boehmeri subsp. cuspidatum (Roem. & Schult.) K.Richt.
- Phleum boehmeri var. altissimum Ducommun
- Phleum boehmeri var. blepharodes Asch. & Graebn.
- Phleum boehmeri var. ciliatum Peterm.
- Phleum boehmeri var. ciliatum Čelak.
- Phleum boehmeri var. gracile Hausskn.
- Phleum boehmeri var. imberbe Corb.
- Phleum boehmeri var. interruptum Zabel
- Phleum boehmeri var. interruptum Zabel ex Asch., 1864
- Phleum boehmeri var. laeve B.Fedtsch.
- Phleum boehmeri var. laxum Delastre
- Phleum boehmeri var. macranthum Kauffm.
- Phleum boehmeri var. macranthum Kauffm. ex B.Fedtsch.
- Phleum boehmeri var. maximum Hack. & Briq.
- Phleum boehmeri var. sakarense Velen.
- Phleum boehmeri var. scabrum Lecoq & Lamotte
- Phleum boehmeri var. scabrum Peterm.
- Phleum boehmeri Wibel
- Phleum brevifolium Dulac
- Phleum glabrum Bernh.
- Phleum hostii Jacq.
- Phleum laeve M.Bieb.
- Phleum phalarioides Koeler
- Phleum phalaris Pers.
- Phleum phalaroides var. angustifolium Beck
- Phleum phalaroides var. latifolium Beck
- Phleum phalaroides var. lobatum Beck
- Phleum phalaroides Koeler
- Phleum phleoides subsp. purpurascens Zimmerman
- Phleum phleoides var. blepharodes (Asch. & Graebn.) Halácsy
- Phleum phleoides var. ciliatum Hayek
- Phleum phleoides var. interruptum (Zabel) Serb. & Nyár.
- Phleum phleoides var. phleoides
- Phleum phleoides (L.) Kartsen
- Phleum reclinatum Gorter
- Phleum ventricosum Moench
- Plantinia phalaroidea Bubani